# 1640-ві

## Події
- 1649 — Соборне уложення — збірник законів у Московщині.
- Завершення Тридцятилітньої Війни (1618—1648), підписанням Вестфальського миру 24 жовтня у містах Мюнстер та Оснабрюк, перемога Антигабсбургської коаліції.
- Початок Національно-Визвольної війни українського та білоруського народів під проводом Богдана Хмельницького (1648—1657).
- Битва під Жовтими Водами козацько-татарського війська під проводом Б. Хмельницького проти польсько-шляхетського війська під проводом Потоцького. Поразка поляків.
- 1644 — повалення династії Мін. Заснування маньчжурської династії Цін.